# Zenillia phrynoides
Zenillia phrynoides là một loài ruồi trong họ Tachinidae.